# Cirrhilabrus condei
 Cirrhilabrus condei és una espècie de peix de la família dels làbrids i de l'ordre dels perciformes.

## Morfologia
Els mascles poden assolir els 8 cm de longitud total.

## Distribució geogràfica
Es troba a Papua Nova Guinea.